# عبد المطلب الكاظمي
عبد المطلب عبد الحسين حسن الكاظمي (24 أكتوبر 1936 – 18 سبتمبر 2021)؛ سياسي كويتي، ونائب سابق في مجلس الأمة الكويتي عن مجلسي 1971و 1975، كان وزيرًا للنفط في حكومة 1975 وحكومة 1976، ويعد أوّل وزير للنفط في الكويت، بعد أن فُصِلت وزراة النفط عن وزارة المالية.

## عنه
ولد عبد المطلب الكاظمي في 24 أكتوبر 1936 في الكويت، وهو الشقيق الأصغر لكل من زيد الكاظمي وعبد اللطيف الكاظمي، وهما نائبان سابقان عن مجلس الأمة الكويتي.

## دراسته
تخرّج من كلية التجارة من جامعة القاهرة في عام 1961، وعاد في عام 1967 إلى الدراسة في جامعة كولورادو بولدر في الولايات المتحدة لنيل درجة الماجستير.

## عمله
بدأ عمله في وزراة الأشغال العامة بعد عودته من القاهرة في عام 1961، ثم انتقل إلى وزارة المالية ليدخل من خلالها إلى قطاع النفط الكويتي، ثم عاد للدراسة في عام 1967.

### نائبًا في مجلس الأمة
دخل الكاظمي معترك السياسة بشكل رسمي، حين نال عضوية مجلس الأمة بعد نجاحه في انتخابات مجلس 1971 عن الدائرة السابعة، ثم فاز بعضوية المجلس للدورة التالية بعد أن نجح عن نفس الدائرة في انتخابات مجلس 1975.

### وزيرًا في الحكومة
الكاظمي، هو أول وزير للنفط في الكويت في الفترة ما بين 1975 و 1978 وذلك بعد فصل وزارة النفط عن وزارة المالية، وقد وُزِر في وزارتين في الحكومة الكويتية، الأولى، الحكومة الكويتية الثامنة برئاسة الشيخ جابر الأحمد الصباح التي تشكّلت في 9 فبراير 1975 واستمرت حتى 29 أغسطس 1976، والوزارة الثانية، كانت الحكومة الكويتية التاسعة، أيضًا برئاسة ولي العهد الشيخ جابر الأحمد، التي تشكّلت في 6 سبتمبر 1976 واستمرت حتى 22 يناير 1978، وهي آخر حكومة برئاسته وذلك قبل توليه الإمارة.

### أحداث في عهده
عاصر الكاظمي أحداث مهمة في حياته، منها أحداث كان في عينها، أبرزها اغتيال الملك فيصل، وعملية فيينا التي اختُطف على إثرها مع جملة مع وزراء منظمة أوبك.

#### اغتيال الملك فيصل
شهد في 25 مارس 1975، خلال زيارة رسمية للمملكة العربية السعودية، وهي زيارته الأولى للخارج بصفتهِ وزيرًا للنفط للقاء العاهل السعودي الراحل الملك فيصل بن عبد العزيز، حادثة اغتيال الملك فيصل أثناء استقباله للكاظمي.

#### عملية فيينا
شهد خلال اجتماع حضره الكاظمي لوزراء دول الأوبك في مقر المنظمة في فيينا، عملية فيينا التي انتهت باحتجازه مع مجموعة من الوزراء الذين اختطفوا من قبل الإرهابي العالمي كارلوس.

## أعمال أخرى
شغل الكاظمي مناصب عديدة أخرى في مسيرته، منها عضويته في لجنة نزع الملكية للمنفعة العامة ومدير الميزانية العامة في وزارة المالية والنفط، وعضو مؤسس لشركة النقل البري الكويتية، وعضو مؤسس لشركة الكويت والخليج لصناعة السجاد، ورئيس مجلس إدارة الشركة العربية للتأمين وإعادة التأمين. في سنواته الأخيرة، كان يكتب مقالًا في الصفحة الأخيرة لجريدة النهار الكويتية.

## وفاته
توفي عبد المطلب الكاظمي، صباح يوم السبت 18 سبتمبر 2021 الموافق 11 صفر 1443 هـ عن عمر ناهز 84 عامًا، بعد صراع طويل مع المرض.